# نهر بخارى
نهر بُخارى
نهر بخارى بالإنكليزية(Bokhara River): يوجد في حوض موراي دارلينغ Murray-Darling, تشكل في جنوب غرب كوينزلاند, النهر يعبر مدينة هيبل Hebel قبل أن يعبر إلى نيوساوث ويلز والوصول في نهاية المطاف إلى نقطة التقاء مع مصب نهر بارون.
نهر بُخارى هو أحد أفرع نهر بالون Balonne.
المصدر: مترجم من ويكبيديا الإنكليزية